# Salon philatélique d'automne
Le Salon philatélique d'automne est une manifestation philatélique organisée par la Chambre française des négociants et experts en philatélie (CNEP), depuis octobre 1947 à Paris.

## Historique et évolution
Le Salon d'automne est initié en 1946 par le marchand de timbres-poste Jean Farcigny qui en est le commissaire général jusqu'en 1996, année où son fils, l'éditeur philatélique François Farcigny prend le relais.
Avec le Salon de printemps du CNEP et le congrès annuel de la Fédération française des associations philatéliques, organisés habituellement dans deux villes de province, le Salon d'automne est l'un des trois plus importants regroupements annuels de négociants philatéliques en France. Son succès a conduit au choix d'un nouvel emplacement en 1988 avec la location de 3500 m² à l'Espace Champerret (1700 m2 dans l'emplacement précédent), porté à 5500 m2 en 2001 et 6500m2 en 2007.
L'assemblée générale de la CNEP, où est renouvelé un tiers du bureau, a lieu pendant le Salon d'automne.

## Animations
L'essentiel du Salon est constitué par la mise à disposition de stands à des négociants présentant leurs stocks et à des administrations postales ou les négociants les représentant avec leurs dernières émissions.
Depuis 1951, le Grand prix de l'art philatélique est remis aux timbres jugés les plus réussis émis en France, dans l'outre-mer philatélique français (DOM-TOM, pays d'expression française) et dans le pays invité.
Le prix Créaphil permet au public de récompenser une œuvre créée par un dessinateur de timbres sur un thème imposé lié à l'actualité philatélique du moment et sur un support complètement différent du timbre-poste (généralement un tableau). Par suite de malversations (bourrage d'urne) ce prix est devenu le Prix René Cottet en 2009, géré par l'ATG (Art du timbre gravé). Lauréats : Cyril de La Patellière, Claude Perchat, Sophie Beaujard.
Depuis 1992 chaque année, et en 1946 et 1982, un bloc-vignette est réalisé par le CNEP pour assurer la promotion et le financement du Salon.
Depuis le début des années 2000, La Poste soutient l'animation du Salon en y proposant plusieurs mises en vente anticipée de timbres commémoratifs. Déjà, pour la 50e édition, elle a émis un timbre commémoratif que l'éditeur de catalogue de timbres Yvert et Tellier numérota comme étant le 3000e timbre de France dans son catalogue.